# 静岡県道327号高塚停車場線
静岡県道327号高塚停車場線（しずおかけんどう327ごう たかつかていしゃじょうせん）は静岡県浜松市中央区を通る県道である。

## 概要

### 路線データ
- 陸上距離：0.4km
- 起点：浜松市中央区高塚町（JR東海道本線高塚駅）
- 終点：浜松市中央区高塚町（国道257号・高塚駅入口交差点）

## 歴史
- 1960年4月1日 認定

## 重複区間
なし

## 地理
高塚駅前通りを西進し南へ曲がり国道257号線（高塚駅入口交差点）へ至る。
近くの施設
- 高塚駅
- 高蔵寺
- 高塚熊野神社

### 通過する自治体
- 静岡県
  - 浜松市（中央区）

## 接続路線
- 静岡県道326号高塚停車場入野線
- 国道257号